# Mauny
Mauny ist eine französische Gemeinde mit 151 Einwohnern (Stand: 1. Januar 2022) im Département Seine-Maritime in der Region Normandie. Die Gemeinde gehört zum Arrondissement Rouen und zum Kanton Barentin (bis 2015: Kanton Duclair). Die Einwohner werden Mauniais genannt.

## Geographie
Mauny liegt etwa 15 Kilometer westsüdwestlich von Rouen an der Seine. Mauny ist Teil des Regionalen Naturparks Boucles de la Seine Normande. Umgeben wird Mauny von den Nachbargemeinden Yville-sur-Seine im Norden und Nordwesten, Bardouville im Norden, Saint-Pierre-de-Manneville  im Osten, Caumont im Südosten, La Trinité-de-Thouberville im Süden sowie Barneville-sur-Seine im Westen und Südwesten.

## Einwohnerentwicklung
| Jahr                      | 1962 | 1968 | 1975 | 1982 | 1990 | 1999 | 2006 | 2013 |
| Einwohner                 | 105  | 118  | 94   | 122  | 129  | 132  | 209  | 168  |
| Quelle: Cassini und INSEE |      |      |      |      |      |      |      |      |

## Sehenswürdigkeiten
- Kirche Saint-Jean-Baptiste aus dem 17. Jahrhundert
- Kapelle Saint-Nicolas aus der Zeit um 1700
- Schloss Le Val-des-Leux
- Allée couverte von Mauny